# Flughafen Abéché

i7
i11
i13
Der Flughafen Abéché (IATA-Code: AEH, ICAO-Code: FTTC) ist der Flughafen der viertgrößten Stadt des Tschad, Abéché. Er befindet sich zwei Kilometer nordnordöstlich der Stadt am Stadtrand.
Der Flughafen liegt auf einer Höhe von 545 m über dem Meeresspiegel. Er besitzt eine asphaltierte Start- und Landebahn (09/27) mit einer Länge von 2800 Metern, sodass am Flughafen auch größere Verkehrsflugzeuge landen könnten.

## Fluggesellschaften und Ziele
Seit November 2023 fliegt nur noch Royal Airways, eine kleine lokale Fluggesellschaft, den Flughafen an.

## Zwischenfall
Am 11. Juni 2006 stürzte eine Lockheed C-130 (Luftfahrzeugkennzeichen TT-PAF) der Tschad Air Force, aus N’Djamena kommend, beim Landeanflug auf den Flughafen ab. Alle fünf Personen an Bord kamen ums Leben.